# Arrondissement ecclésiastique unitarien de Trei-Scaune-Alba de Jos
L'Arrondissement ecclésiastique unitarien de Trei-Scaune-Alba de Jos (en hongrois : Háromszék-Felsőfehéri Unitárius Egyházkör) est une circonscription territoriale de l'Église unitarienne hongroise (Magyar Unitárius Egyház) et compte en son sein 20 communes ecclésiastiques unitariennes des  județ du sud de la Transylvanie.